# Емель Корутюрк
Емель Корутюрк (1915 — 12 березня 2013) — турецька художниця і колишня перша леді Туреччини.

## Ранні роки
Емель Корутюрк була четвертою дитиною в родині Салаха Цимгоза та його дружини Хасман. Під час раннього дитинства її батька заслали союзники Першої світової війни на Мальту.
Після початкової освіти вона навчалася в престижній приватній школі для дівчат ліцеї Нотр-Дам де Сіон в Стамбулі. Після закінчення середніх шкільних років у Лозанні, Швейцарія, вона закінчила Академію Санатлара Гюзеля, яка зараз є університетом образотворчого мистецтва ім.Мімара Сінана в 1936 році. У роки навчання в академії її привітав Мустафа Кемаль Ататюрк, перший президент Туреччини, за її досягнення в мистецтві в 1933 році. Після академії вона працювала разом з турецьким художником Ібрагімом Шаллі.

## Сімейне життя
У 1944 році вона вийшла заміж за Фахрі Корутюрка, військово-морського офіцера. У пари було два сини та дочка, Осман, Салах та Айше. У період з 1960 по 1977 рік Фахрі Корутюрк був командиром Військово-морських сил Туреччини. Після виходу на пенсію в 1960 році він був призначений послом Туреччини в Радянському Союзі (1960—1964), а згодом в Іспанії (1964—1965). У 1968 році президент Джевдет Сунай призначив Корутюрка членом сенату. 6 квітня 1973 Великі національні збори Туреччини обрали Корутюрка шостим президентом Турецької Республіки. Таким чином Емель Корутюрк стала першою леді країни. У 1980 році закінчився термін президентства Фахрі Корутюрка, а в 1987 році він помер. Емель Корутюрк прожила ще 26 років і померла 13 березня 2013 року в Стамбулі. Похована на Зінджірлікуйському кладовищі.

## Внесок у мистецтво
Під час перебування у якості першої леді вона зосередилася на просуванні турецького живопису. Вона сприяла турецьким художникам в прийомі в президента. Вона також підтримувала заснування Державного музею мистецтва та скульптури в Анкарі, який став зразком для інших подібних музеїв в Туреччині. У цьому музеї вона почала збирати 34 картини турецького художника Фікрета Муалла. Її власна картина «Вдячність Газі» (мається на увазі Ататюрк) також виставлена в музеї.